# Jožef Savinšek
Josip Savinšek, od leta 1871 Jožef vitez pl. Savinschegg, kranjski pravnik, politik in graščak v Metliki, * 10. november 1831, † 20. februar 1920, Gradec

## Življenje in delo
Bil je sin Andreja Savinška, graščaka v Metliki. Na Dunaju je doktoriral iz prava. Nekaj časa je bil aktiven v vojski in je leta 1870 postal nadporočnik v konjenici Kranjske deželne brambe.
Imel je velik vpliv na dogajanje v Beli krajini v drugi polovici 19. stoletja. Leta 1865 je sodeloval pri ustanovitvi Narodne čitalnice v Metliki. Na njegovo pobudo so leta 1869 v Metliki ustanovili prvo požarno obrambo na Slovenskem. Od leta 1867 do 1882 je bil poslanec v kranjskem deželnem zboru v kuriji veleposestnikov. Kot poslanec si je še posebej prizadeval, da bi po ukinitvi vojne krajine Žumberk vrnili Kranjski. Na deželnozborskih volitvah leta 1895 je nastopil kot kandidat Katoliško narodne stranke za poslanca dolenjskih mest v kmečki kuriji, a je premočno izgubil proti liberalcu Ivanu Tavčarju. Leta 1899 je moral zaradi dolgov družinski grad Metlika prodati in se je za stalno preselil na Dunaj.
Leta 1871 mu je cesar podelil plemištvo s stopnjo viteza. Postal je vitez pl. Savinschegg.